# Environmental Toxicology and Pharmacology
Environmental Toxicology and Pharmacology, abgekürzt Environ. Toxicol. Pharmacol., ist eine wissenschaftliche Fachzeitschrift, die vom Elsevier-Verlag veröffentlicht wird. Derzeit erscheint die Zeitschrift mit acht Ausgaben im Jahr. Es werden Arbeiten aus der Umwelt- und Ökotoxikologie veröffentlicht.
Der Impact Factor lag im Jahr 2018 bei 3,061. Nach der Statistik des ISI Web of Knowledge wird das Journal mit diesem Impact Factor in der Kategorie Umweltwissenschaften an 86. Stelle von 250 Zeitschriften, in der Kategorie Pharmakologie und Pharmazie an 95. Stelle von 267 Zeitschriften und in der Kategorie Toxikologie an 38. Stelle von 93 Zeitschriften geführt.